# Arnold von Bardewik

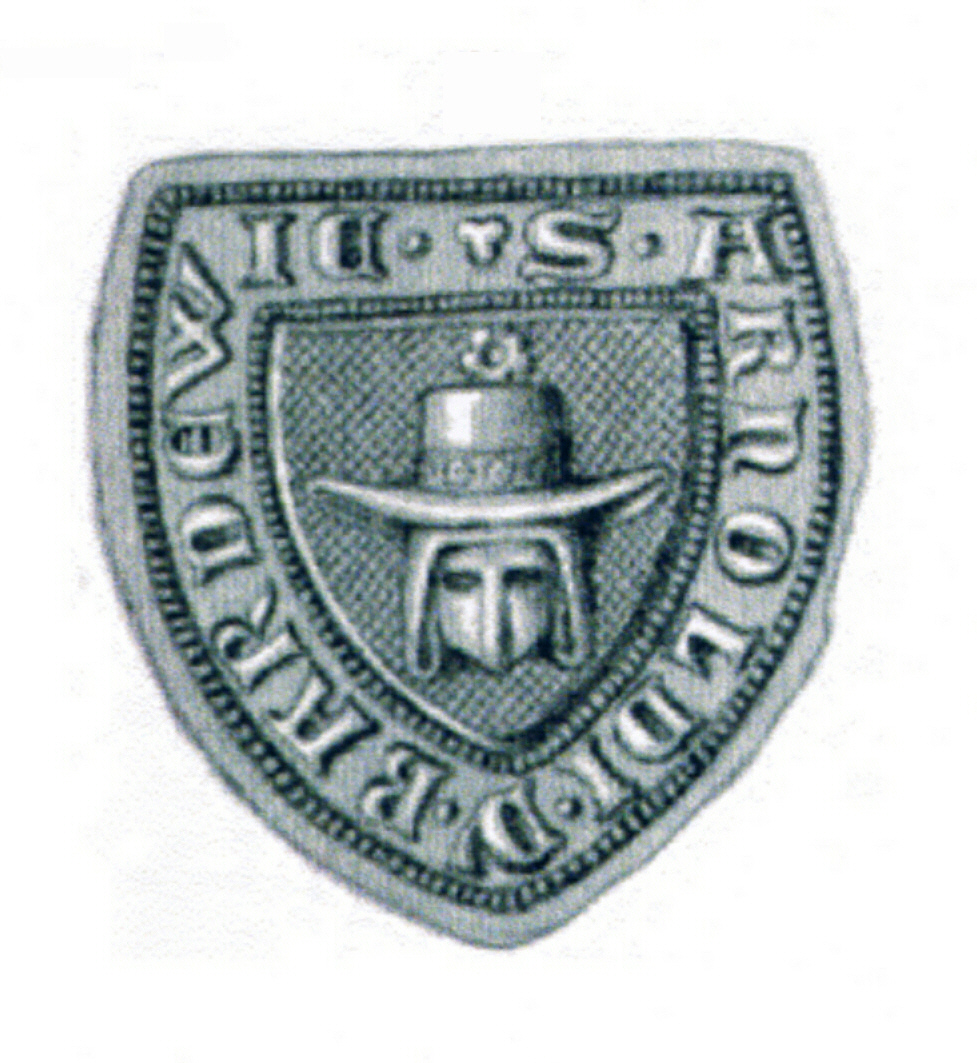
Siegel des Arnold von Bardewik (um 1332)

Arnold von Bardewik (* in Lübeck; † 21. September 1350 ebenda) war ein deutscher Kaufmann und Ratsherr der Hansestadt Lübeck.

## Leben
Arnold von Bardewik war Sohn des Lübecker Gewandschneiders, Ratsherrn und Bürgermeisters Albert von Bardewik aus dessen erster Ehe mit Anna Steneke, der Tochter des Lübecker Bürgermeisters Hinrich Steneke. Beim Tod seines Vaters 1310 war er noch nicht mündig. 1310 erwarb er mit dem Ratsherrn Arnold Wlome das halbe Dorf Redentin. 1327 wurde er in den Lübecker Rat erwählt. Als Kaufmann ist er in dieser Zeit als Teilhaber in vier Handelsgesellschaften erwähnt und war intensiver am Lübecker Grundstücksmarkt beteiligt. Ab 1342 ist sein Vermögensfall aus den überlieferten Urkunden nachvollziehbar. Sein Nachlass stellte sich für seine Zeitgenossen dann als überschuldet heraus.
Er bewohnte bis 1347 als Eigentümer das väterliche Haus Königstraße 77 in der Lübecker Altstadt und verstarb an der Pest, die 1350 in Lübeck grassierte. Sein Nachlass war überschuldet. Unter mehreren Kindern war auch seine Tochter Elisabeth/Telse († nach 1370), die 1321 den Lübecker Bürgermeister Johann Wittenborg heiratete, welcher 1363 in Lübeck hingerichtet wurde.

## Siegel
Sein überliefertes Siegel zeigt eine Helmzier und fällt in Lübeck in dieser Zeit und in dieser Gestaltung aus dem Rahmen. Auch sein älterer Geschäftspartner Arnold Wlome führte ein Wappen, welches nur eine Helmzier enthielt.